# Liga 1 2020
La Liga 1 2020 (conosciuta anche come Liga 1 Movistar 2020 per ragioni di sponsorizzazione) è stata la 104ª edizione della massima competizione calcistica peruviana. Alla competizione hanno preso parte un totale di 20 squadre. Il torneo è stato sospeso tra il 12 marzo 2020 e il 7 agosto 2020 a causa della pandemia di Covid-19. Il campionato è stato quindi nuovamente sospeso per una settimana, riprendendo regolarmente il 18 agosto 2020. La conclusione è prevista per il 20 dicembre 2020.
Ad aggiudicarsi il titolo per la 20ª volta nella sua storia è stato lo Sporting Cristal, battendo in finale l'Universitario.

## Formato
La stagione è stata divisa in tre fasi: Torneo Apertura (prima fase), Torneo Clausura (seconda fase) e playoff.
La prima e la seconda fase sono consistite nella disputa del Torneo Apertura e del Torneo Clausura, più tardi ridefinite come Fase 1 e Fase 2. Nel torneo Apertura, ogni squadra ha affrontato le sue avversarie in un girone di sola andata per un totale di 19 partite. Prima dello scoppio della pandemia di Covid-19, anche il Torneo Clausura si sarebbe dovuto svolgere sulla lunghezza di 19 partite (con la funzione in pratica di essere un girone di ritorno). Tuttavia, dopo la sospensione del campionato per cinque mesi dovuto alla pandemia, il formato del Clausura ha subito una modifica. Le 20 squadre partecipanti sono state divise in due gruppi da 10 squadre sulla base della classifica finale del Torneo Apertura: le squadre in posizione "pari" sono state inserite nel gruppo A, quelle in posizione "dispari" nel gruppo B. Ogni gruppo ha quindi disputato un girone di sola andata sulla lunghezza di 9 partite, al termine del quale le prime classificate di ogni girone si sono poi scontrate in una finale per determinare la squadra vincitrice del Torneo Clausura.
Alla fase finale del campionato (i playoff) si sono qualificate 4 squadre: le due vincenti del Torneo Apertura e del Torneo Clausura, insieme alle due squadre miglior classificate nella cosiddetta tabla acumulada, ovvero la classifica che ha tenuto conto dei punteggi ottenuti nei due tornei. Dato che la squadra vincitrice del Torneo Apertura, l'Universitario, si è anche classificata come prima nella tabla acumulada, questa squadra ha avuto accesso diretto alla finale del campionato, disputandosi soltanto una semifinale.
A retrocedere nella serie inferiore sono state le tre peggiori squadre classificate nella tabla acumulada.

### Qualificazione alle coppe intercontinentali
Per quanto riguarda i criteri di determinazione per la qualificazione alle coppe internazionali (Coppa Libertadores 2021 e Coppa Sudamericana 2021), ci si avvale delle seguenti regole.

#### Coppa Libertadores
Per la Coppa Libertadores 2021 si qualificheranno quattro squadre.
- la prima squadra classificata nella tabla anual (PER 1);
- la seconda squadra classificata nella tabla anual (PER 2);
- la terza squadra classificata nella tabla anual (PER 3);
- la quarta squadra classificata nella tabla anual (PER 4).

#### Coppa Sudamericana
Per la Coppa Sudamericana 2021 si qualificheranno quattro squadre:
- la quinta squadra classificata nella tabla anual (PER 1);
- la sesta squadra classificata nella tabla anual (PER 2);
- la settima squadra classificata nella tabla anual (PER 3);
- l'ottava squadra classificata nella tabla anual (PER 4).

## Squadre partecipanti
| Squadra                   | Città       | Stadio                                       |
| ------------------------- | ----------- | -------------------------------------------- |
| Alianza Lima              | Lima        | Alejandro Villanueva                         |
| Alianza Universidad       | Huánuco     | Heraclio Tapia                               |
| Atlético Grau             | Piura       | Miguel Grau/Campeones del 36                 |
| Ayacucho                  | Ayacucho    | Ciudad de Cumaná                             |
| Binacional                | Juliaca     | Guillermo Briceño Rosamedina                 |
| Cantolao                  | Callao      | Miguel Grau                                  |
| Carlos A. Mannucci        | Trujillo    | Mansiche                                     |
| Carlos Stein              | Lambayeque  | Francisco Mendoza Pizarro/Carlos A. Olivares |
| Cienciano                 | Cusco       | Garcilaso de la Vega                         |
| Cusco                     | Cusco       | Garcilaso de la Vega                         |
| Deportivo Llacuabamba     | Llacuabamba | Comunal de Llacuabamba                       |
| Deportivo Municipal       | Lima        | Iván Elías Moreno/Universidad San Marcos     |
| Melgar                    | Arequipa    | Monumental UNSA                              |
| Sport Boys                | Callao      | Miguel Grau                                  |
| Sport Huancayo            | Huancayo    | Huancayo                                     |
| Sporting Cristal          | Lima        | Alberto Gallardo                             |
| Universidad César Vallejo | Trujillo    | Mansiche                                     |
| Universidad San Martín    | Lima        | Alberto Gallardo                             |
| Universitario             | Lima        | Monumental                                   |
| UTC Cajamarca             | Cajamarca   | Héroes de San Ramón                          |

## Fase 1(Torneo Apertura)
Il Torneo Apertura è stato vinto dall'Universitario, che in tal modo accede alle semifinali del campionato (oltre che ottenere il pass per partecipare alla Coppa Libertadores 2021).

### Classifica
| Pos. | Squadra             | Pt | G  | V  | N | P  | GF | GS | DR  |
| ---- | ------------------- | -- | -- | -- | - | -- | -- | -- | --- |
| 1.   | Universitario (-1)  | 42 | 19 | 13 | 4 | 2  | 38 | 18 | +20 |
| 2.   | Sport Huancayo      | 35 | 19 | 10 | 5 | 4  | 23 | 15 | +8  |
| 3.   | Sporting Cristal    | 33 | 19 | 9  | 6 | 4  | 38 | 23 | +15 |
| 4.   | U. César Vallejo    | 33 | 19 | 8  | 9 | 2  | 25 | 16 | +9  |
| 5.   | Carlos A. Mannucci  | 29 | 19 | 7  | 8 | 4  | 28 | 22 | +6  |
| 6.   | UTC Cajamarca       | 29 | 19 | 7  | 8 | 4  | 24 | 20 | +4  |
| 7.   | Alianza Univ.       | 29 | 19 | 8  | 5 | 6  | 21 | 17 | +4  |
| 8.   | Melgar              | 28 | 19 | 7  | 7 | 5  | 23 | 20 | +3  |
| 9.   | Ayacucho            | 27 | 19 | 7  | 6 | 6  | 28 | 21 | +7  |
| 10.  | Cienciano           | 27 | 19 | 8  | 3 | 8  | 27 | 23 | +4  |
| 11.  | Dep. Binacional     | 23 | 19 | 6  | 5 | 8  | 24 | 29 | -5  |
| 12.  | Alianza Lima        | 22 | 19 | 5  | 7 | 7  | 19 | 20 | -1  |
| 13.  | Academia Cantolao   | 22 | 19 | 6  | 4 | 9  | 21 | 33 | -12 |
| 14.  | Deportivo Municipal | 21 | 19 | 4  | 9 | 6  | 20 | 24 | -4  |
| 15.  | Cusco               | 21 | 19 | 5  | 6 | 8  | 26 | 31 | -5  |
| 16.  | Univ. San Martín    | 21 | 19 | 5  | 6 | 8  | 20 | 27 | -7  |
| 17.  | Sport Boys (-1)     | 19 | 19 | 5  | 5 | 9  | 24 | 33 | -9  |
| 18.  | Carlos Stein (-1)   | 17 | 19 | 4  | 6 | 9  | 18 | 28 | -10 |
| 19.  | Atlético Grau       | 17 | 19 | 3  | 8 | 8  | 17 | 27 | -10 |
| 20.  | Dep. Llacuabamba    | 11 | 19 | 2  | 5 | 12 | 25 | 42 | -17 |

Note:
Fonte: ADFP Archiviato il 1º aprile 2019 in Internet Archive., Flashscore
      Qualificata ai playoff e alla Coppa Libertadores 2021.
Tre punti a vittoria, uno a pareggio, zero a sconfitta.
A parità di punti valgono i seguenti criteri: 1) differenza reti; 2) gol segnati; 3) somma totale ammonizioni-espulsioni; 4) sorteggio; 5) spareggio (soltanto per determinare la prima posizione).
Universitario, Sport Boys e Carlos Stein sono stati penalizzati di un punto ciascuno per irregolarità nel pagamento dei propri debiti nei confronti di loro tesserati.

### Risultati
| Melgar              | 1 - 2 | Universitario      | 31.1.2020 | Ayacucho           | 2 - 1 | Sport Boys          | 7.2.2020 | Cienciano           | 5 - 2 | Dep. Llacuabamba   | 14.2.2020 |
| Alianza Lima        | 2 - 3 | Alianza Univ.      | 31.1.2020 | Atl. Grau          | 1 - 1 | Univ. César Vallejo | 8.2.2020 | Univ. César Vallejo | 0 - 2 | Binacional         | 14.2.2020 |
| UTC Cajamarca       | 2 - 1 | Sp. Cristal        | 1.2.2020  | Binacional         | 2 - 4 | Melgar              | 8.2.2020 | A. Cantolao         | 0 - 2 | Ayacucho           | 15.2.2020 |
| Sport Huancayo      | 1 - 0 | Atl. Grau          | 1.2.2020  | Universitario      | 2 - 1 | Sport Huancayo      | 8.2.2020 | Carlos Stein        | 1 - 3 | Universitario      | 15.2.2020 |
| Univ. César Vallejo | 1 - 1 | Dep. Municipal     | 1.2.2020  | Sp. Cristal        | 3 - 2 | Cusco               | 9.2.2020 | Sport Boys          | 3 - 3 | Carlos A. Mannucci | 15.2.2020 |
| Univ. San Martín    | 3 - 1 | Ayacucho           | 2.2.2020  | Cienciano          | 4 - 0 | Univ. San Martín    | 9.2.2020 | Alianza Lima        | 1 - 0 | Atl. Grau          | 15.2.2020 |
| A. Cantolao         | 2 - 1 | Cienciano          | 2.2.2020  | Alianza Univ.      | 1 - 0 | Carlos Stein        | 9.2.2020 | Univ. San Martín    | 1 - 2 | Alianza Univ.      | 16.2.2020 |
| Carlos Stein        | 0 - 3 | Carlos A. Mannucci | 2.2.2020  | Dep. Llacuabamba   | 3 - 1 | A. Cantolao         | 9.2.2020 | Melgar              | 1 - 0 | Sp. Cristal        | 16.2.2020 |
| Sport Boys          | 3 - 2 | Dep. Llacuabamba   | 2.2.2020  | Carlos A. Mannucci | 1 - 1 | Alianza Lima        | 9.2.2020 | Sport Huancayo      | 1 - 1 | Dep. Municipal     | 16.2.2020 |
| Cusco               | 0 - 2 | Binacional         | 3.2.2020  | Dep. Municipal     | 0 - 0 | UTC Cajamarca       | 9.2.2020 | UTC Cajamarca       | 2 - 1 | Cusco              | 17.2.2020 |

| Binacional         | 1 - 0 | UTC Cajamarca       | 21.2.2020 | UTC Cajamarca       | 1 - 1 | Melgar             | 28.2.2020 | Dep. Llacuabamba   | 2 - 2 | UTC Cajamarca       | 6.3.2020 |
| Dep. Municipal     | 1 - 1 | Carlos Stein        | 21.2.2020 | Alianza Lima        | 1 - 0 | Dep. Municipal     | 28.2.2020 | Carlos A. Mannucci | 0 - 2 | Cienciano           | 6.3.2020 |
| Sp. Cristal        | 0 - 0 | Sport Huancayo      | 22.2.2020 | A. Cantolao         | 1 - 0 | Atl. Grau          | 29.2.2020 | Sp. Cristal        | 0 - 1 | Carlos Stein        | 7.3.2020 |
| Atl. Grau          | 2 - 3 | Sport Boys          | 22.2.2020 | Cienciano           | 1 - 4 | Ayacucho           | 29.2.2020 | Cusco              | 2 - 1 | Univ. César Vallejo | 7.3.2020 |
| Cusco              | 3 - 1 | Melgar              | 22.2.2020 | Alianza Univ.       | 3 - 0 | Dep. Llacuabamba   | 29.2.2020 | Dep. Municipal     | 2 - 0 | A. Cantolao         | 7.3.2020 |
| Universitario      | 0 - 2 | Univ. César Vallejo | 22.2.2020 | Univ. San Martín    | 2 - 2 | Carlos A. Mannucci | 1.3.2020  | Melgar             | 1 - 0 | Sport Huancayo      | 7.3.2020 |
| Carlos A. Mannucci | 0 - 1 | A. Cantolao         | 23.2.2020 | Sport Boys          | 3 - 3 | Universitario      | 1.3.2020  | Atl. Grau          | 0 - 0 | Univ. San Martín    | 8.3.2020 |
| Ayacucho           | 2 - 0 | Alianza Lima        | 23.2.2020 | Carlos Stein        | 1 - 1 | Binacional         | 1.3.2020  | Universitario      | 2 - 0 | Alianza Lima        | 8.3.2020 |
| Dep. Llacuabamba   | 1 - 2 | Univ. San Martín    | 24.2.2020 | Univ. César Vallejo | 1 - 1 | Sp. Cristal        | 1.3.2020  | Binacional         | 3 - 1 | Sport Boys          | 8.3.2020 |
| Alianza Univ.      | 1 - 0 | Cienciano           | 24.2.2020 | Sport Huancayo      | 3 - 2 | Cusco              | 2.3.2020  | Ayacucho           | 1 - 1 | Alianza Univ.       | 9.3.2020 |

| A. Cantolao         | 0 - 0 | Universitario      | 7.8.2020  | Binacional         | 2 - 3 | A. Cantolao         | 25.8.2020 | Alianza Lima        | 0 - 0 | Cusco              | 29.8.2020 |
| Cienciano           | 3 - 0 | Atl. Grau          | 18.8.2020 | Sp. Cristal        | 1 - 1 | Alianza Lima        | 25.8.2020 | Cienciano           | 1 - 3 | Universitario      | 31.8.2020 |
| Sport Boys          | 1 - 4 | Sp. Cristal        | 18.8.2020 | Dep. Municipal     | 0 - 1 | Cienciano           | 25.8.2020 | A. Cantolao         | 2 - 6 | Sp. Cristal        | 31.8.2020 |
| Sport Huancayo      | 2 - 0 | UTC Cajamarca      | 18.8.2020 | Carlos A. Mannucci | 1 - 0 | Dep. Llacuabamba    | 26.8.2020 | Univ. César Vallejo | 2 - 0 | Sport Huancayo     | 31.8.2020 |
| Univ. San Martín    | 0 - 1 | Dep. Municipal     | 18.8.2020 | UTC Cajamarca      | 1 - 3 | Univ. César Vallejo | 26.8.2020 | Alianza Univ.       | 1 - 1 | Dep. Municipal     | 31.8.2020 |
| Carlos Stein        | 1 - 2 | Cusco              | 19.8.2020 | Ayacucho           | 1 - 1 | Sport Huancayo      | 26.8.2020 | Sport Boys          | 1 - 0 | Melgar             | 31.8.2020 |
| Alianza Univ.       | 0 - 1 | Carlos A. Mannucci | 19.8.2020 | Cusco              | 2 - 0 | Sport Boys          | 26.8.2020 | Carlos Stein        | 0 - 1 | UTC Cajamarca      | 1.9.2020  |
| Dep. Llacuabamba    | 1 - 3 | Ayacucho           | 19.8.2020 | Universitario      | 2 - 0 | Univ. San Martín    | 27.8.2020 | Univ. San Martín    | 0 - 0 | Binacional         | 1.9.2020  |
| Univ. César Vallejo | 0 - 0 | Melgar             | 19.8.2020 | Atl. Grau          | 1 - 1 | Alianza Univ.       | 27.8.2020 | Dep. Llacuabamba    | 2 - 0 | Atl. Grau          | 1.9.2020  |
| Alianza Lima        | 3 - 0 | Binacional         | -         | Melgar             | 0 - 2 | Carlos Stein        | 27.8.2020 | Ayacucho            | 1 - 2 | Carlos A. Mannucci | 1.9.2020  |

| Melgar             | 2 - 2 | Alianza Lima        | 7.9.2020 | Alianza Univ.      | 1 - 2 | Binacional          | 11.9.2020 | UTC Cajamarca       | 3 - 1 | A. Cantolao        | 17.9.2020 |
| Universitario      | 3 - 2 | Alianza Univ.       | 7.9.2020 | Alianza Lima       | 0 - 2 | UTC Cajamarca       | 11.9.2020 | Univ. César Vallejo | 2 - 0 | Sport Boys         | 17.9.2020 |
| UTC Cajamarca      | 2 - 1 | Sport Boys          | 7.9.2020 | Dep. Llacuabamba   | 0 - 1 | Universitario       | 12.9.2020 | Carlos Stein        | 1 - 1 | Atl. Grau          | 18.9.2020 |
| Binacional         | 0 - 0 | Cienciano           | 7.9.2020 | Sport Boys         | 0 - 1 | Sport Huancayo      | 12.9.2020 | Binacional          | 2 - 1 | Dep. Llacuabamba   | 18.9.2020 |
| Sport Huancayo     | 1 - 0 | Carlos Stein        | 8.9.2020 | Carlos Stein       | 2 - 2 | Univ. César Vallejo | 12.9.2020 | Melgar              | 1 - 1 | Univ. San Martín   | 18.9.2020 |
| Cusco              | 1 - 1 | A. Cantolao         | 8.9.2020 | A. Cantolao        | 0 - 2 | Melgar              | 12.9.2020 | Universitario       | 1 - 0 | Ayacucho           | 18.9.2020 |
| Dep. Municipal     | 2 - 2 | Dep. Llacuabamba    | 8.9.2020 | Univ. San Martín   | 1 - 2 | Cusco               | 13.9.2020 | Dep. Municipal      | 0 - 1 | Carlos A. Mannucci | 19.9.2020 |
| Carlos A. Mannucci | 1 - 1 | Univ. César Vallejo | 8.9.2020 | Ayacucho           | 1 - 2 | Dep. Municipal      | 13.9.2020 | Sport Huancayo      | 1 - 1 | Alianza Lima       | 19.9.2020 |
| Sp. Cristal        | 2 - 0 | Univ. San Martín    | 9.8.2020 | Carlos A. Mannucci | 0 - 2 | Atl. Grau           | 13.9.2020 | Cusco               | 2 - 3 | Cienciano          | 19.9.2020 |
| Atl. Grau          | 2 - 2 | Ayacucho            | 9.8.2020 | Cienciano          | 0 - 0 | Sp. Cristal         | 13.9.2020 | Sp. Cristal         | 2 - 1 | Alianza Univ.      | 19.9.2020 |

| Sport Boys         | 0 - 1 | Carlos Stein        | 21.9.2020 | Univ. César Vallejo | 1 - 1 | A. Cantolao        | 25.9.2020 | A. Cantolao        | 2 - 2 | Carlos Stein        | 29.9.2020 |
| Alianza Lima       | 1 - 1 | Univ. César Vallejo | 21.9.2020 | Sport Huancayo      | 4 - 3 | Univ. San Martín   | 25.9.2020 | Cienciano          | 0 - 0 | Sport Huancayo      | 29.9.2020 |
| Univ. San Martín   | 1 - 1 | UTC Cajamarca       | 22.9.2020 | Universitario       | 2 - 0 | Atl. Grau          | 25.9.2020 | Univ. San Martín   | 0 - 1 | Univ. César Vallejo | 29.9.2020 |
| Carlos A. Mannucci | 2 - 2 | Universitario       | 22.9.2020 | Sport Boys          | 1 - 1 | Dep. Municipal     | 25.9.2020 | Carlos A. Mannucci | 3 - 3 | Sp. Cristal         | 30.9.2020 |
| Atl. Grau          | 3 - 2 | Dep. Municipal      | 22.9.2020 | UTC Cajamarca       | 3 - 0 | Cienciano          | 26.9.2020 | Dep. Municipal     | 0 - 5 | Universitario       | 30.9.2020 |
| A. Cantolao        | 1 - 3 | Sport Huancayo      | 22.9.2020 | Carlos Stein        | 0 - 2 | Alianza Lima       | 26.9.2020 | Dep. Llacuabamba   | 1 - 1 | Melgar              | 1.10.2020 |
| Alianza Univ.      | 1 - 0 | Cusco               | 23.9.2020 | Binacional          | 0 - 1 | Carlos A. Mannucci | 26.9.2020 | Ayacucho           | 1 - 1 | Cusco               | 1.10.2020 |
| Cienciano          | 3 - 1 | Melgar              | 23.9.2020 | Sp. Cristal         | 2 - 1 | Ayacucho           | 26.9.2020 | Alianza Univ.      | 0 - 0 | UTC Cajamarca       | 1.10.2020 |
| Dep. Llacuabamba   | 1 - 4 | Sp. Cristal         | 23.9.2020 | Cusco               | 2 - 2 | Dep. Llacuabamba   | 28.9.2020 | Alianza Lima       | 1 - 1 | Sport Boys          | 7.10.2020 |
| Ayacucho           | 1 - 0 | Binacional          | 24.9.2020 | Melgar              | 1 - 0 | Alianza Univ.      | 28.9.2020 | Atl. Grau          | 2 - 2 | Binacional          | 7.10.2020 |

| Carlos Stein        | 1 - 2 | Univ. San Martín   | 2.10.2020 | Cienciano          | 0 - 1 | Carlos Stein        | 8.10.2020  | Carlos Stein        | 3 - 3 | Dep. Llacuabamba   | 12.10.2020 |
| Univ. César Vallejo | 1 - 0 | Cienciano          | 2.10.2020 | Dep. Municipal     | 1 - 1 | Sp. Cristal         | 8.10.2020  | A. Cantolao         | 1 - 2 | Alianza Univ.      | 12.10.2020 |
| Sport Boys          | 1 - 2 | A. Cantolao        | 3.10.2020 | Dep. Llacuabamba   | 0 - 2 | Sport Huancayo      | 9.10.2020  | Cusco               | 1 - 1 | Dep. Municipal     | 13.10.2020 |
| Binacional          | 1 - 3 | Dep. Municipal     | 3.10.2020 | Ayacucho           | 1 - 1 | UTC Cajamarca       | 9.10.2020  | Alianza Lima        | 0 - 1 | Univ. San Martín   | 13.10.2020 |
| Alianza Lima        | 2 - 0 | Dep. Llacuabamba   | 3.10.2020 | Alianza Univ.      | 0 - 0 | Univ. César Vallejo | 9.10.2020  | Sport Huancayo      | 1 - 0 | Binacional         | 13.10.2020 |
| Sp. Cristal         | 1 - 2 | Atl. Grau          | 3.10.2020 | Carlos A. Mannucci | 1 - 1 | Melgar              | 9.10.2020  | Melgar              | 3 - 0 | Atl. Grau          | 14.10.2020 |
| Cusco               | 0 - 4 | Carlos A. Mannucci | 5.10.2020 | Univ. San Martín   | 1 - 1 | Sport Boys          | 10.10.2020 | Sport Boys          | 2 - 1 | Cienciano          | 14.10.2020 |
| Melgar              | 0 - 0 | Ayacucho           | 5.10.2020 | A. Cantolao        | 1 - 0 | Alianza Lima        | 10.10.2020 | Univ. César Vallejo | 2 - 1 | Ayacucho           | 14.10.2020 |
| Sport Huancayo      | 0 - 1 | Alianza Univ.      | 5.10.2020 | Atl. Grau          | 1 - 1 | Cusco               | 10.10.2020 | Sp. Cristal         | 1 - 0 | Universitario      | 15.10.2020 |
| UTC Cajamarca       | 1 - 3 | Universitario      | 5.10.2020 | Universitario      | 1 - 1 | Binacional          | 10.10.2020 | UTC Cajamarca       | 2 - 2 | Carlos A. Mannucci | 15.10.2020 |

| 19ª giornata       | 19ª giornata | 19ª giornata        | 19ª giornata |
| Locali             | R            | Ospiti              | Data         |
| ------------------ | ------------ | ------------------- | ------------ |
| Univ. San Martín   | 2 - 1        | A. Cantolao         | 16.10.2020   |
| Dep. Municipal     | 1 - 2        | Melgar              | 17.10.2020   |
| Alianza Univ.      | 0 - 1        | Sport Boys          | 17.10.2020   |
| Cienciano          | 2 - 1        | Alianza Lima        | 17.10.2020   |
| Binacional         | 3 - 6        | Sp. Cristal         | 17.10.2020   |
| Dep. Llacuabamba   | 2 - 3        | Univ. César Vallejo | 18.10.2020   |
| Ayacucho           | 3 - 0        | Carlos Stein        | 18.10.2020   |
| Universitario      | 3 - 2        | Cusco               | 18.10.2020   |
| Atl. Grau          | 0 - 0        | UTC Cajamarca       | 18.10.2020   |
| Carlos A. Mannucci | 0 - 1        | Sport Huancayo      | 18.10.2020   |

## Fase 2(Torneo Clausura)
A seguito della pandemia di Covid-19 il formato del Torneo Clausura è stato modificato. Le venti squadre sono state divise in due gruppi da dieci squadre, le quali affrontano le proprie avversarie del gruppo in un girone di sola andata. Le due squadre in testa alla loro rispettiva classifica accedono alla finale del Clausura.

### Gruppo A

#### Classifica Gruppo A
| Pos. | Squadra           | Pt | G | V | N | P | GF | GS | DR  |
| ---- | ----------------- | -- | - | - | - | - | -- | -- | --- |
| 1.   | Sporting Cristal  | 23 | 9 | 7 | 2 | 0 | 20 | 9  | +11 |
| 2.   | Univ. San Martín  | 16 | 9 | 5 | 1 | 3 | 12 | 10 | +2  |
| 3.   | UTC Cajamarca     | 14 | 9 | 3 | 5 | 1 | 18 | 9  | +9  |
| 4.   | Cienciano         | 14 | 9 | 4 | 2 | 3 | 12 | 11 | +1  |
| 5.   | Dep. Binacional   | 13 | 9 | 4 | 1 | 4 | 11 | 13 | -2  |
| 6.   | Universitario     | 11 | 9 | 3 | 2 | 4 | 12 | 17 | -5  |
| 7.   | Carlos Stein      | 10 | 9 | 3 | 1 | 5 | 12 | 16 | -4  |
| 8.   | Atlético Grau     | 9  | 9 | 2 | 3 | 4 | 9  | 12 | -3  |
| 9.   | Alianza Univ.     | 8  | 9 | 2 | 2 | 5 | 8  | 13 | -5  |
| 10.  | Academia Cantolao | 6  | 9 | 1 | 3 | 5 | 11 | 15 | -4  |

Note:
Fonte: ADFP Archiviato il 1º aprile 2019 in Internet Archive., Flashscore
      Qualificata alla finale della Fase 2.
Tre punti a vittoria, uno a pareggio, zero a sconfitta.
A parità di punti valgono i seguenti criteri: 1) differenza reti; 2) gol segnati; 3) sorteggio.

#### Risultati Gruppo A
| Universitario | 2 - 1 | Atl. Grau        | 24.10.2020 | A. Cantolao      | 0 - 0 | Atl. Grau     | 30.10.2020 | UTC Cajamarca | 4 - 2 | A. Cantolao      | 3.11.2020 |
| Cienciano     | 2 - 3 | Sp. Cristal      | 24.10.2020 | Sp. Cristal      | 1 - 0 | Carlos Stein  | 30.10.2020 | Universitario | 0 - 1 | Cienciano        | 3.11.2020 |
| Carlos Stein  | 2 - 1 | A. Cantolao      | 26.10.2020 | Cienciano        | 1 - 1 | UTC Cajamarca | 31.10.2020 | Atl. Grau     | 1 - 4 | Sp. Cristal      | 3.11.2020 |
| Alianza Univ. | 0 - 1 | Univ. San Martín | 26.10.2020 | Univ. San Martín | 0 - 2 | Binacional    | 31.10.2020 | Carlos Stein  | 0 - 2 | Univ. San Martín | 4.11.2020 |
| UTC Cajamarca | 3 - 0 | Binacional       | 26.10.2020 | Alianza Univ.    | 0 - 1 | Universitario | 31.10.2020 | Binacional    | 2 - 1 | Alianza Univ.    | 4.11.2020 |

| A. Cantolao      | 2 - 2 | Universitario | 6.11.2020 | Binacional    | 1 - 0 | A. Cantolao      | 10.11.2020 | UTC Cajamarca | 1 - 2 | Alianza Univ.    | 13.11.2020 |
| Alianza Univ.    | 3 - 2 | Carlos Stein  | 7.11.2020 | Universitario | 1 - 6 | UTC Cajamarca    | 10.11.2020 | A. Cantolao   | 2 - 0 | Cienciano        | 14.11.2020 |
| Cienciano        | 1 - 1 | Binacional    | 7.11.2020 | Sp. Cristal   | 2 - 0 | Alianza Univ.    | 10.11.2020 | Universitario | 2 - 3 | Univ. San Martín | 14.11.2020 |
| UTC Cajamarca    | 0 - 0 | Atl. Grau     | 7.11.2020 | Atl. Grau     | 0 - 2 | Univ. San Martín | 11.11.2020 | Binacional    | 1 - 2 | Sp. Cristal      | 14.11.2020 |
| Univ. San Martín | 0 - 2 | Sp. Cristal   | 7.11.2020 | Carlos Stein  | 3 - 2 | Cienciano        | 11.11.2020 | Atl. Grau     | 3 - 1 | Carlos Stein     | 16.11.2020 |

| Alianza Univ.    | 1 - 1 | A. Cantolao   | 19.11.2020 | A. Cantolao   | 1 - 2 | Univ. San Martín | 23.11.2020 | Sp. Cristal      | 3 - 2 | A. Cantolao   | 28.11.2020 |
| Univ. San Martín | 1 - 1 | UTC Cajamarca | 19.11.2020 | Cienciano     | 2 - 0 | Alianza Univ.    | 23.11.2020 | Atl. Grau        | 1 - 1 | Alianza Univ. | 28.11.2020 |
| Cienciano        | 1 - 0 | Atl. Grau     | 20.11.2020 | UTC Cajamarca | 1 - 1 | Sp. Cristal      | 23.11.2020 | Carlos Stein     | 1 - 1 | UTC Cajamarca | 28.11.2020 |
| Sp. Cristal      | 2 - 2 | Universitario | 20.11.2020 | Universitario | 0 - 2 | Carlos Stein     | 24.11.2020 | Univ. San Martín | 1 - 2 | Cienciano     | 30.11.2020 |
| Carlos Stein     | 1 - 3 | Binacional    | 21.11.2020 | Binacional    | 1 - 3 | Atl. Grau        | 24.11.2020 | Binacional       | 0 - 2 | Universitario | 30.11.2020 |

### Gruppo B

#### Classifica Gruppo B
| Pos. | Squadra             | Pt | G | V | N | P | GF | GS | DR |
| ---- | ------------------- | -- | - | - | - | - | -- | -- | -- |
| 1.   | Ayacucho            | 20 | 9 | 6 | 2 | 1 | 14 | 5  | +9 |
| 2.   | U. César Vallejo    | 18 | 9 | 5 | 3 | 1 | 16 | 7  | +9 |
| 3.   | Carlos A. Mannucci  | 16 | 9 | 5 | 1 | 3 | 13 | 7  | +6 |
| 4.   | Cusco               | 15 | 9 | 4 | 3 | 2 | 13 | 10 | +3 |
| 5.   | Melgar              | 13 | 9 | 4 | 1 | 4 | 18 | 14 | +4 |
| 6.   | Sport Boys          | 12 | 9 | 4 | 0 | 5 | 10 | 18 | -8 |
| 7.   | Dep. Llacuabamba    | 10 | 9 | 3 | 1 | 5 | 16 | 21 | -5 |
| 8.   | Deportivo Municipal | 9  | 9 | 2 | 3 | 4 | 9  | 14 | -5 |
| 9.   | Sport Huancayo      | 9  | 9 | 2 | 3 | 4 | 9  | 15 | -6 |
| 10.  | Alianza Lima        | 4  | 9 | 1 | 1 | 7 | 9  | 16 | -7 |

Note:
Fonte: ADFP Archiviato il 1º aprile 2019 in Internet Archive., Flashscore
      Qualificata alla finale della Fase 2.
Tre punti a vittoria, uno a pareggio, zero a sconfitta.
A parità di punti valgono i seguenti criteri: 1) differenza reti; 2) gol segnati; 3) sorteggio.

#### Risultati
| Cusco               | 3 - 1 | Melgar              | 23.10.2020 | Carlos. A. Mannucci | 0 - 2 | Cusco            | 29.10.2020 | Cusco            | 1 - 2 | Sport Boys          | 2.11.2020  |
| Dep. Municipal      | 0 - 0 | Sport Huancayo      | 23.10.2020 | Sport Boys          | 3 - 2 | Sport Huancayo   | 30.10.2020 | Dep. Municipal   | 0 - 2 | Carlos. A. Mannucci | 2.11.2020  |
| Dep. Llacuabamba    | 3 - 0 | Sport Boys          | 24.10.2020 | Alianza Lima        | 1 - 2 | Dep. Municipal   | 30.10.2020 | Melgar           | 0 - 4 | Alianza Lima        | 2.11.2020  |
| Carlos. A. Mannucci | 2 - 3 | Univ. César Vallejo | 24.10.2020 | Univ. César Vallejo | 2 - 0 | Dep. Llacuabamba | 30.10.2020 | Dep. Llacuabamba | 1 - 0 | Ayacucho            | 3.11.2020  |
| Alianza Lima        | 1 - 2 | Ayacucho            | 26.10.2020 | Ayacucho            | 2 - 0 | Melgar           | 31.10.2020 | Sport Huancayo   | 0 - 0 | Univ. César Vallejo | 12.11.2020 |

| Sport Boys          | 1 - 0 | Dep. Municipal      | 5.11.2020  | Dep. Llacuabamba    | 0 - 2 | Carlos. A. Mannucci | 9.11.2020  | Dep. Municipal | 1 - 1 | Ayacucho            | 14.11.2020 |
| Cusco               | 0 - 0 | Sport Huancayo      | 6.11.2020  | Sport Huancayo      | 0 - 3 | Ayacucho            | 9.11.2020  | Sport Boys     | 0 - 4 | Carlos. A. Mannucci | 16.11.2020 |
| Alianza Lima        | 2 - 2 | Dep. Llacuabamba    | 6.11.2020  | Univ. César Vallejo | 4 - 1 | Alianza Lima        | 9.11.2020  | Melgar         | 0 - 2 | Univ. César Vallejo | 16.11.2020 |
| Ayacucho            | 1 - 1 | Univ. César Vallejo | 6.11.2020  | Melgar              | 4 - 1 | Sport Boys          | 9.11.2020  | Sport Huancayo | 4 - 3 | Dep. Llacuabamba    | 16.11.2020 |
| Carlos. A. Mannucci | 0 - 0 | Melgar              | 12.11.2020 | Dep. Municipal      | 1 - 1 | Cusco               | 10.11.2020 | Cusco          | 1 - 0 | Alianza Lima        | 16.11.2020 |

| Ayacucho            | 3 - 1 | Cusco          | 20.11.2020 | Melgar              | 4 - 0 | Sport Huancayo      | 18.11.2020 | Dep. Llacuabamba    | 2 - 3 | Cusco               | 28.11.2020 |
| Univ. César Vallejo | 0 - 1 | Dep. Municipal | 21.11.2020 | Sport Boys          | 0 - 1 | Ayacucho            | 24.11.2020 | Sport Huancayo      | 2 - 0 | Alianza Lima        | 28.11.2020 |
| Dep. Llacuabamba    | 0 - 6 | Melgar         | 21.11.2020 | Cusco               | 1 - 1 | Univ. César Vallejo | 24.11.2020 | Melgar              | 3 - 2 | Dep. Municipal      | 30.11.2020 |
| Alianza Lima        | 0 - 2 | Sport Boys     | 21.11.2020 | Dep. Municipal      | 2 - 5 | Dep. Llacuabamba    | 25.11.2020 | Univ. César Vallejo | 3 - 1 | Sport Boys          | 30.11.2020 |
| Carlos. A. Mannucci | 2 - 1 | Sport Huancayo | 21.11.2020 | Carlos. A. Mannucci | 1 - 0 | Alianza Lima        | 25.11.2020 | Ayacucho            | 1 - 0 | Carlos. A. Mannucci | 30.11.2020 |

### FinaleFase 2
| Arbitro: | Miguel Santiváñez |

|                                           |                      |                                 |
| Herrera 27’ (rig.)                        | Marcatori            | 54’ Mendieta                    |
| Herrera Cazulo Calcaterra Corozo Sandoval | Tiri di rigore 2 – 3 | Villamarín Mendieta Rojas Souza |

L'Ayacucho si laurea campione della Fase 2 (Torneo Clausura) battendo lo Sporting Cristal in finale.

## Tabla anual
La Tabla anual ha preso in considerazione i risultati di ogni squadra in entrambi i tornei Apertura e Clausura. Il suo scopo è stato quello di determinare le squadre che hanno avuto diritto di partecipare alle competizioni internazionali (Coppa Libertadores 2021 e Coppa Sudamericana 2021), oltre che le tre squadre che sono retrocesse.
| Pos. | Squadra               | Pt | G  | V  | N  | P  | GF | GS | DR  |
| ---- | --------------------- | -- | -- | -- | -- | -- | -- | -- | --- |
| 1.   | Sporting Cristal      | 56 | 28 | 16 | 8  | 4  | 58 | 32 | +26 |
| 2.   | Universitario (-1)    | 53 | 28 | 16 | 6  | 6  | 50 | 35 | +15 |
| 3.   | U. César Vallejo      | 51 | 28 | 13 | 12 | 3  | 41 | 23 | +18 |
| 4.   | Ayacucho              | 47 | 28 | 13 | 8  | 7  | 42 | 26 | +16 |
| 5.   | Carlos A. Mannucci    | 45 | 28 | 12 | 9  | 7  | 41 | 29 | +12 |
| 6.   | Sport Huancayo        | 44 | 28 | 12 | 8  | 8  | 32 | 30 | +2  |
| 7.   | UTC Cajamarca         | 43 | 28 | 10 | 13 | 5  | 42 | 29 | +13 |
| 8.   | Melgar                | 41 | 28 | 11 | 8  | 9  | 41 | 34 | +7  |
| 9.   | Cienciano             | 41 | 28 | 12 | 5  | 11 | 39 | 34 | +5  |
| 10.  | Alianza Univ.         | 37 | 28 | 10 | 7  | 11 | 29 | 30 | -1  |
| 11.  | Univ. San Martín      | 37 | 28 | 10 | 7  | 11 | 32 | 37 | -5  |
| 12.  | Cusco                 | 36 | 28 | 9  | 9  | 10 | 39 | 41 | -2  |
| 13.  | Dep. Binacional       | 36 | 28 | 10 | 6  | 12 | 35 | 42 | -7  |
| 14.  | Sport Boys (-1)       | 31 | 28 | 9  | 5  | 14 | 34 | 51 | -17 |
| 15.  | Deportivo Municipal   | 30 | 28 | 6  | 12 | 10 | 29 | 38 | -9  |
| 16.  | Academia Cantolao     | 28 | 28 | 7  | 7  | 14 | 32 | 48 | -16 |
| 17.  | Alianza Lima          | 26 | 28 | 6  | 8  | 14 | 28 | 36 | -8  |
| 18.  | Atlético Grau         | 26 | 28 | 5  | 11 | 12 | 26 | 39 | -13 |
| 19.  | Carlos Stein (-1)     | 25 | 28 | 7  | 7  | 14 | 30 | 44 | -14 |
| 20.  | Dep. Llacuabamba (-1) | 20 | 28 | 5  | 6  | 17 | 41 | 63 | -22 |

Note:
Fonte: ADFP Archiviato il 1º aprile 2019 in Internet Archive.
      Classificate ai playoff e alla Coppa Libertadores 2021 (fase a gironi).
      Classificata alla Coppa Libertadores 2021 (prima fase).
      Classificata ai playoff e alla Coppa Libertadores 2021 (seconda fase).
      Classificate alla Coppa Sudamericana 2022 (prima fase).
      Squadre retrocesse.
Tre punti a vittoria, uno a pareggio, zero a sconfitta.
A parità di punti valgono i seguenti criteri: 1) differenza reti; 2) gol segnati; 3) somma totale ammonizioni-espulsioni; 4) sorteggio; 5) spareggio (soltanto per determinare una retrocessione).
Universitario, Sport Boys, Carlos Stein e Deportivo Llacuabamba sono state penalizzati di un punto ciascuno per irregolarità nel pagamento dei propri debiti nei confronti di loro tesserati.

## Play-off
I play-off hanno concluso il campionato. Vincendo la Fase 1 e contemporaneamente essendo al secondo posto nella tabla acumulada, l'Universitario si è qualificato direttamente alla finale. Lo Sporting Cristal si è classificato al primo posto nella tabla acumulada e ha disputato la semifinale contro il vincitore della Fase 2, l'Ayacucho.

### Semifinali
| Arbitro: | Kevin Ortega |

|                        |           |          |
| Corozo 27’ Herrera 36’ | Marcatori | 60’ Sosa |

| Arbitro: | Diego Haro |

|                 |           |                                              |
| Solis 9’ (aut.) | Marcatori | 36’ Olivares 47’ Herrera 50’ Corozo 81’ Liza |

Con il risultato aggregato di 6-2, lo Sporting Cristal accede alla finale.

### Finale
| Arbitro: | Joel Alarcón |

|              |           |                       |
| Quintero 66’ | Marcatori | 26’ Chávez 52’ Cazulo |

| Arbitro: | Víctor Hugo Carrillo |

|                     |           |              |
| Alfageme 69’ (aut.) | Marcatori | 50’ Quintero |

Con il risultato aggregato di 3-2, lo Sporting Cristal vince la finale e così si aggiudica il titolo di campione nazionale.

## Statistiche

### Individuali

#### Classifica marcatori
| Gol |  |  | Giocatore           | Squadra             |
| --- |  |  | ------------------- | ------------------- |
| 17  |  |  | Emanuel Herrera     | Sporting Cristal    |
| 19  |  |  | Yorleys Mena        | Univ. César Vallejo |
| 14  |  |  | Danilo Carando      | Cusco               |
| 14  |  |  | Mauro Guevgeozián   | UTC Cajamarca       |
| 14  |  |  | Sebastián Penco     | Sport Boys          |
| 13  |  |  | Alejandro Hohberg   | Universitario       |
| 13  |  |  | Othoniel Arce       | Melgar              |
| 12  |  |  | Jonathan dos Santos | Universitario       |
| 11  |  |  | Jeferson Collazos   | Atlético Grau       |
| 11  |  |  | Matías Succar       | Deportivo Municipal |